# Distretto di Etah
Etah è un distretto dell'India di 2 788 270 abitanti. Capoluogo del distretto è Etah.